# Peter Mullins
Peter Morgan Mullins (ur. 9 lipca 1926 w Bondi w Sydney, zm. 14 kwietnia 2012 w Sydney) – australijski lekkoatleta, wieloboista.
Zajął 6. miejsce w dziesięcioboju podczas igrzysk olimpijskich w Londynie (1948), wygrywając bieg na 110 metrów przez płotki.
Wielokrotny medalista mistrzostw kraju:
- 1947[2] – srebrne medale w skoku wzwyż i w skoku o tyczce
- 1948[3] – brązowe medale w biegu na 120 jardów przez płotki i skoku wzwyż
- 1949[4] – złoto w skoku wzwyż, brązowe medale w biegu na 120 jardów przez płotki i w pchnięciu kulą
- 1949/1950[5] – złoto w pchnięciu kulą oraz brąz w skoku wzwyż

Dwukrotny rekordzista kraju w dziesięcioboju.